# Ferrari 250 Testa Rossa
Ferrari TR, також 250 Testa Rossa (з італ. - «червона голова») — спортивний автомобіль компанії Ferrari, випускався з 1956 по 1961 роки. Всього було виготовлено менше 40 машин даної моделі.
Будучи однією з найбільш успішних моделей Ferrari, ця машина домінувала на гонках свого часу, здобувши три перемоги в Ле-Мані (1958, 1960, 1961), чотири - в Себрінгу і ще дві - в Буенос-Айресі.
20 серпня 2011 року на аукціоні Goodings & Company автомобіль 1958 року екземпляр даної моделі був проданий за 16,4 мільйона доларів, встановивши таким чином ціновий рекорд для машин, проданих на аукціоні.

## Випуски

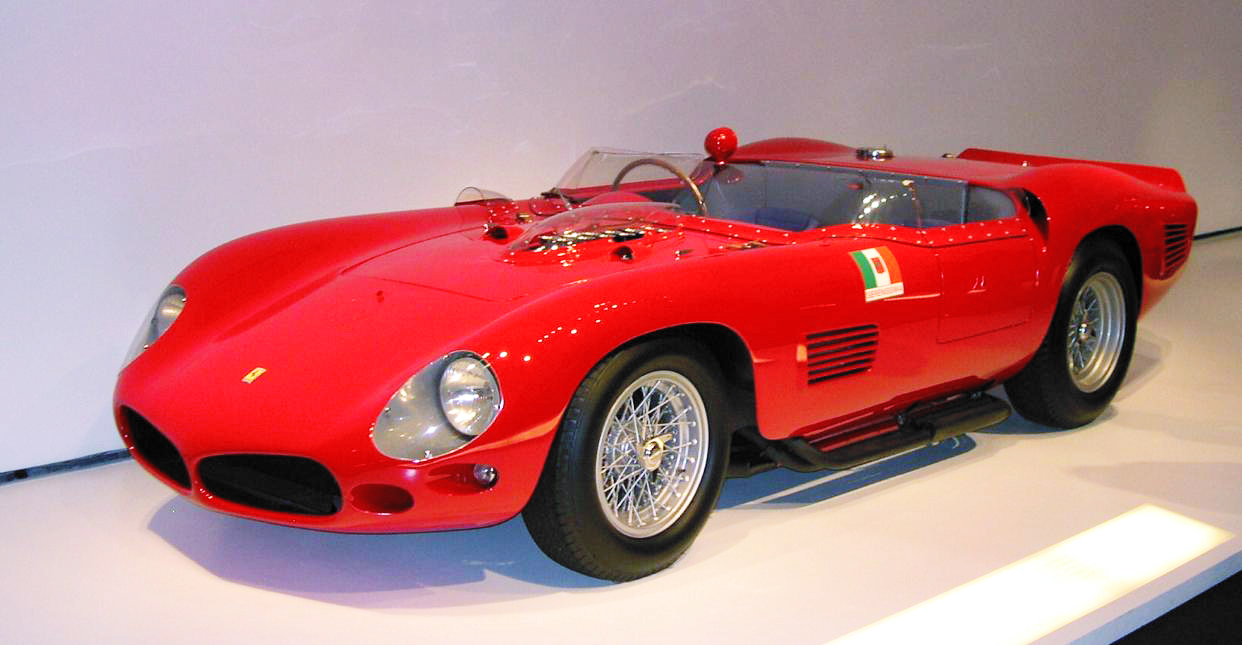
Ferrari 250 TR 61 Spyder 1961

Ferrari 250 Testa Rossa (1956/57) вперше представлений в листопаді 1956 року. Дизайн легкого алюмінієвого корпусу був розроблений компаніями Pininfarina і Scaglietti. 12-циліндровий V-подібний двигун об'ємом в три літри міг видавати 7200 оборотів в хвилину, які, завдяки чотириступінчастій коробці передач, приводили в рух задню вісь. Всього було випущено 19 машин для комерційних цілей і 2 заводських моделі.
- TR 58 зазнав невеликі зміни в конструкції і дизайні, випущено 4 машини.
- TR 59 мав пятиступенчатую коробку передач, випущено 5 машин.
- TR 59/60, колісна база скорочена з 2350 до 2280 мм, вітрове скло стало більш високим, випущено 3 машини.
- TRI 60, колісна база скорочена до 2250 мм, двигун встановлений з п'ятиступінчастою коробкою передач, випущено 2 машини.
- TR 61, встановлена нова решітка кузова, колісна база склала 2324 мм, випущено 3 машини.

## Двигун
- 3.0 L (2953.21 см3) Tipo 128 Colombo V12 SOHC 24v 300 к.с. при 7200 об/хв